# رصافة الأندلس
رصافة الأندلس بناها الأمير عبد الرحمن الداخل بضاحية قرطبة أيام الدولة الأموية وجعلها مقرًا صيفيًا له لارتفاعها عن قرطبة، وإطلالتها على نهر الوادي الكبير، الذي يجتازها في القرن الثامن الميلادي، تخليدًا لذكرى جده (هشام بن عبد الملك) باني رصافة الشام، ولم يبق لها أثر في القرن العشرين، فبنت الحكومة الأسبانية في موضعها فندقًا سياحيًا كبيرًا، أطلقت عليه اسم: (الرصافة).